# 多吕勒塞克
多吕勒塞克（法語：Dolus-le-Sec，法語發音：[dɔly lə sɛk]）是法国安德尔-卢瓦尔省的一个市镇，位于该省中部偏东南，属于洛什区。

## 地理
多吕勒塞克（47°9'53"N, 0°53'34"E）面积27.27 平方千米，位于法国中央-卢瓦尔河谷大区安德尔-卢瓦尔省，该省份为法国中西部省份，北起萨尔特省、东北接卢瓦-谢尔省，东南接安德尔省，南至维埃纳省，西临曼恩-卢瓦尔省。
与多吕勒塞克接壤的市镇（或旧市镇、城区）包括：安德尔河畔阿宰、安德尔河畔尚堡、洛什附近尚索、芒特朗、穆宰、安德尔河畔雷尼亚克、托克西尼-圣博。

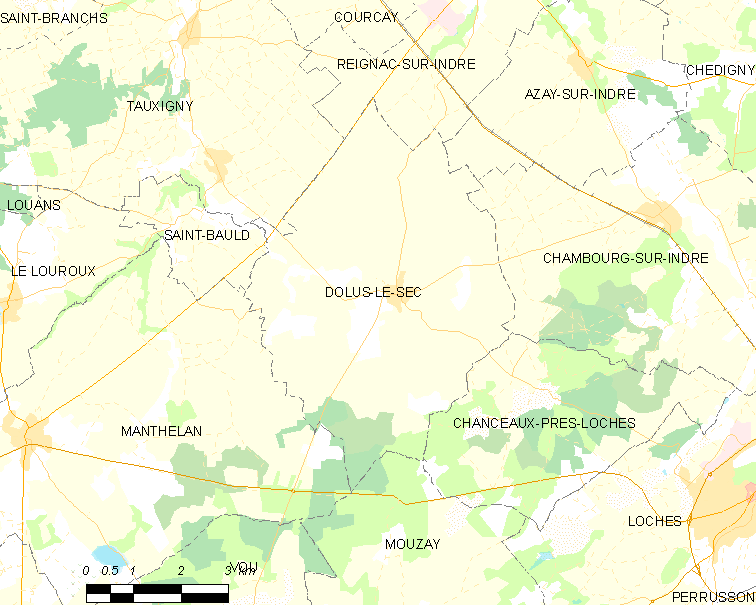
多吕勒塞克的OSM定位图

多吕勒塞克的时区为UTC+01:00、UTC+02:00（夏令时）。

## 行政
多吕勒塞克的邮政编码为37310，INSEE市镇编码为37097。

## 政治
多吕勒塞克所属的省级选区为洛什县。

## 人口

1962-2008年间多吕勒塞克人口变化图示

多吕勒塞克于2022年1月1日时的人口数量为657人。